# Belle Brockhoff
Belle Brockhoff (* 12. Januar 1993 in Melbourne) ist eine australische Snowboarderin.

## Werdegang
Brockhoff nimmt seit 2008 am Australia New Zealand Cup teil. Dabei holte sie bisher 13 Siege und gewann 2011, 2012, 2013, 2014, 2015 und 2016 die Snowboardcrosswertung (Stand: Saisonende 2021/22). Ihr erstes Weltcuprennen fuhr sie im Dezember 2010 in Telluride, welches sie auf dem 36. Platz in Parallel-Riesenslalom beendete. Seit der Saison 2011/12 startet sie nur noch im Snowboardcross. Im Dezember 2012 erreichte sie mit dem dritten Platz in Montafon ihre erste Podestplatzierung im Weltcup. Bei den Snowboard-Weltmeisterschaften 2013 in Stoneham belegte sie den 13. Platz. Bei ihrer ersten Olympiateilnahme 2014 in Sotschi kam sie auf den achten Platz.
In der Saison 2014/15 erreichte sie bei allen Snowboardcross-Rennen eine Top-Ten-Platzierung und beendete die Saison auf dem fünften Platz in der Snowboardcross-Gesamtwertung. Im Januar 2015 errang sie bei den Snowboard-Weltmeisterschaften 2015 am Kreischberg den siebten Platz. Im selben Monat belegte sie bei den Winter-X-Games in Aspen den vierten Platz. In der Saison 2015/16 kam sie bei acht Teilnahmen, siebenmal unter die ersten Zehn. Dabei erreichte sie in Sunny Valley und in Veysonnaz jeweils den zweiten Platz. Im März 2016 holte sie in Baqueira-Beret ihren ersten Weltcupsieg und erreichte zum Saisonende den dritten Platz im Snowboardcross-Weltcup. In der folgenden Saison holte sie zwei Weltcupsiege und errang zudem einmal den zweiten Platz. Sie belegte damit wie im Vorjahr den dritten Platz im Snowboardcross-Weltcup. Bei den Olympischen Winterspielen 2018 in Pyeongchang errang sie den elften Platz. In der Saison 2019/20 kam sie mit drei dritten und je einen zweiten und ersten Platz, auf den zweiten Platz im Snowboardcross-Weltcup.
In der folgenden Saison errang Brockhoff im Weltcup zwei neunte Plätze und wurde bei den Snowboard-Weltmeisterschaften 2021 in Idre (Schweden) zusammen mit Jarryd Hughes am 12. Februar Weltmeisterin Snowboardcross-Team. Zudem errang sie dort den vierten Platz im Einzel. In der Saison 2021/22 kam sie je mit einem dritten und zweiten Platz, auf den vierten Platz im Snowboardcross-Weltcup. Beim Saisonhöhepunkt, den Olympischen Winterspielen 2022 in Peking, wurde sie Neunte im Teamwettbewerb und Vierte im Einzel.

## Persönliches
Brockhoff outete sich 2013 als lesbisch und kritisierte im Zuge ihrer Teilnahme an den Olympischen Winterspielen in Sotschi die russische Gesetzgebung gegen „homosexuelle Propaganda“. Mit ihrem Outing wollte sie homosexuelle Menschen in Russland unterstützen.

## Teilnahmen an Weltmeisterschaften und Olympischen Winterspielen

### Olympische Winterspiele
- 2014 Sotschi: 8. Platz Snowboardcross
- 2018 Pyeongchang: 11. Platz Snowboardcross
- 2022 Peking: 4. Platz Snowboardcross, 9. Platz Snowboardcross Team

### Snowboard-Weltmeisterschaften
- 2013 Stoneham: 13. Platz Snowboardcross
- 2015 Kreischberg: 7. Platz Snowboardcross
- 2021 Idre: 1. Platz Snowboardcross Team, 4. Platz Snowboardcross

## Platzierungen im Weltcup

### Weltcupsiege im Einzel
| Nr. | Datum             | Ort            |
| --- | ----------------- | -------------- |
| 1.  | 20. März 2016     | Baqueira-Beret |
| 2.  | 16. Dezember 2016 | Montafon       |
| 3.  | 4. Februar 2017   | Bansko         |
| 4.  | 26. Januar 2020   | Big White      |

### Weltcup-Gesamtplatzierungen
| Saison  | Platz | Punkte |
| ------- | ----- | ------ |
| 2011/12 | 24.   | 570    |
| 2012/13 | 9.    | 1770   |
| 2013/14 | 12.   | 1360   |
| 2014/15 | 5.    | 1300   |
| 2015/16 | 3.    | 4460   |
| 2016/17 | 3.    | 4060   |
| 2017/18 | 40.   | 320    |
| 2018/19 | -     | -      |
| 2019/20 | 2.    | 4100   |
| 2020/21 | 20.   | 58     |
| 2021/22 | 4.    | 280    |
| 2022/23 | 21.   | 106    |
| 2023/24 | 6.    | 484    |
| 2024/25 | 29.   | 56     |